# فرانكو نافارو جونيور
فرانكو نافارو جونيور (بالإسبانية: Franco Navarro Mandayo)‏ هو لاعب كرة قدم ومدرب كرة قدم بيروفي وأرجنتيني في مركز الهجوم، ولد في 24 أكتوبر 1990 في سانتا في في الأرجنتين. لعب مع أليانزا ليما وإنديبندينتي وسيينسيانو ونادي سبورتينغ كريستال.

## وصلات خارجية
- فرانكو نافارو جونيور على موقع قاعدة بيانات كرة القدم.إي يو (الإنجليزية)